# Ichneumon annulatorius
Ichneumon annulatorius är en stekelart som beskrevs av Fabricius 1775. Ichneumon annulatorius ingår i släktet Ichneumon och familjen brokparasitsteklar. Inga underarter finns listade i Catalogue of Life.